# Charity Shield 1981
La Charity Shield 1981 fue la 59.ª edición de la competición organizada por la Football Association, que enfrenta al campeón de la First Division y al ganador de la FA Cup de la temporada anterior. El partido se disputó el 22 de agosto de 1981 en el Estadio de Wembley de Londres, y enfrentó al Aston Villa, campeón de la First Division 1980-81, y al Tottenham Hotspur, campeón de la FA Cup 1980-81.
El encuentro finalizó con empate 2-2, por lo que el título fue compartido entre ambos clubes. Fue la octava vez en la historia de la competición que se compartió el trofeo.

## Antecedentes

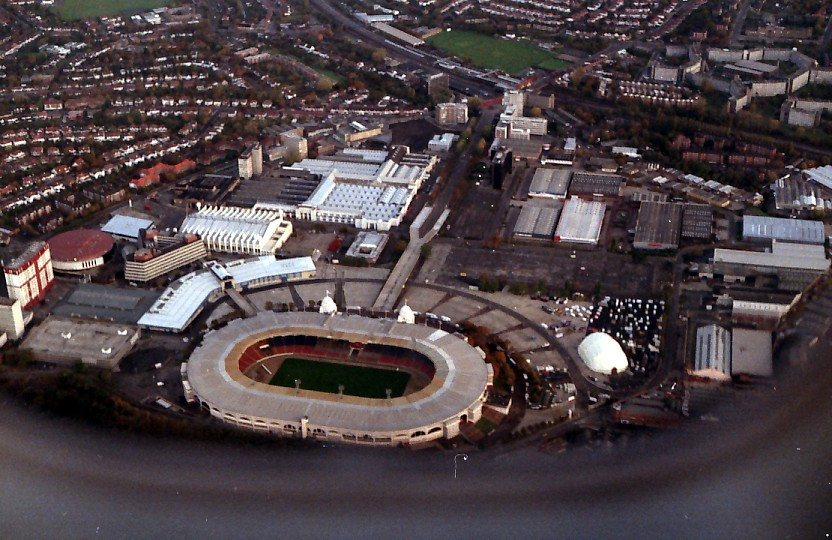
El Estadio de Wembley, sede del partido por séptima vez consecutiva.

El Aston Villa se clasificó al ganar la First Division 1980-81, su primer campeonato de liga desde 1910, superando al Ipswich Town por cuatro puntos. El Tottenham Hotspur, por su parte, ganó la FA Cup 1980-81 frente al Manchester City en la final, que se definió en un replay con un gol memorable de Ricky Villa. El partido marcó la cuarta participación del Aston Villa en una Charity Shield y la séptima para el Tottenham. 

## El partido
El Aston Villa abrió el marcador en la primera media hora de juego. Sin embargo, cerca del final del primer tiempo, el Tottenham logró igualar gracias a un gol de Mark Falco. Unos minutos después de comenzar el segundo tiempo, Falco volvió a marcar, otorgando una ventaja parcial al Tottenham. No obstante, pocos minutos después, Peter Withe anotó un gol que selló el marcador final. De acuerdo con las reglas vigentes en la época, el trofeo fue compartido.
El encuentro fue considerado entretenido y de ritmo alto, con momentos destacados por parte de ambas escuadras.

### Detalles del encuentro
| 22 de agosto de 1981 | Aston Villa    | 2-2 | Tottenham Hotspur | Estadio de Wembley, Londres,                         |                                                      |
|                      | Withe 31', 53' |     | Falco 44', 49'    | Asistencia: 92,500 espectadores Árbitro(s): Alf Grey | Asistencia: 92,500 espectadores Árbitro(s): Alf Grey |

### Alineaciones
|  |  |

| Aston Villa              |     |                 |
| Pos.                     | N.º | Jugador         |
| ARQ                      | 1   | Jimmy Rimmer    |
| DEF                      | 2   | Kenny Swain     |
| DEF                      | 3   | Alex Williams   |
| DEF                      | 4   | Allan Evans     |
| DEF                      | 5   | Ken McNaught    |
| MED                      | 6   | Dennis Mortimer |
| MED                      | 7   | Des Bremner     |
| MED                      | 8   | Gordon Cowans   |
| DEL                      | 9   | Gary Shaw       |
| DEL                      | 10  | Peter Withe     |
| DEL                      | 11  | Tony Morley     |
| Entrenador: Ron Saunders |     |                 |

| Tottenham Hotspur            |     |                 |
| Pos.                         | N.º | Jugador         |
| ARQ                          | 1   | Milija Aleksic  |
| DEF                          | 2   | Steve Perryman  |
| DEF                          | 3   | Chris Hughton   |
| DEF                          | 4   | Paul Miller     |
| DEF                          | 5   | Graham Roberts  |
| MED                          | 6   | Glenn Hoddle    |
| MED                          | 7   | Ricky Villa     |
| MED                          | 8   | Osvaldo Ardiles |
| DEL                          | 9   | Mark Falco      |
| DEL                          | 10  | Steve Archibald |
| DEL                          | 11  | Garth Crooks    |
| Entrenador: Keith Burkinshaw |     |                 |